# 楊韵
杨韵（?—?），字仲玉，号小鐵，又号青笠散人、醉里酒人、梦梅人。嘉兴人。
早年為诸生，“居鸳湖之滨”。善長繪畫，又長於摹古，著有《息笠庵诗集》。有子楊伯潤。